# Fjädernejlika
Fjädernejlika (Dianthus plumarius) L.  är en nejlikväxt som ingår i släktet nejlikor och familjen nejlikväxter.
Fjädernejlika förekommer tillfälligt i Sverige, men reproducerar sig inte där.

## Underarter
Fjädernejlika delas in i följande underarter:
- Dianthus plumarius plumarius
- Dianthus plumarius praecox
- Dianthus plumarius regis-stephani

## Bilder

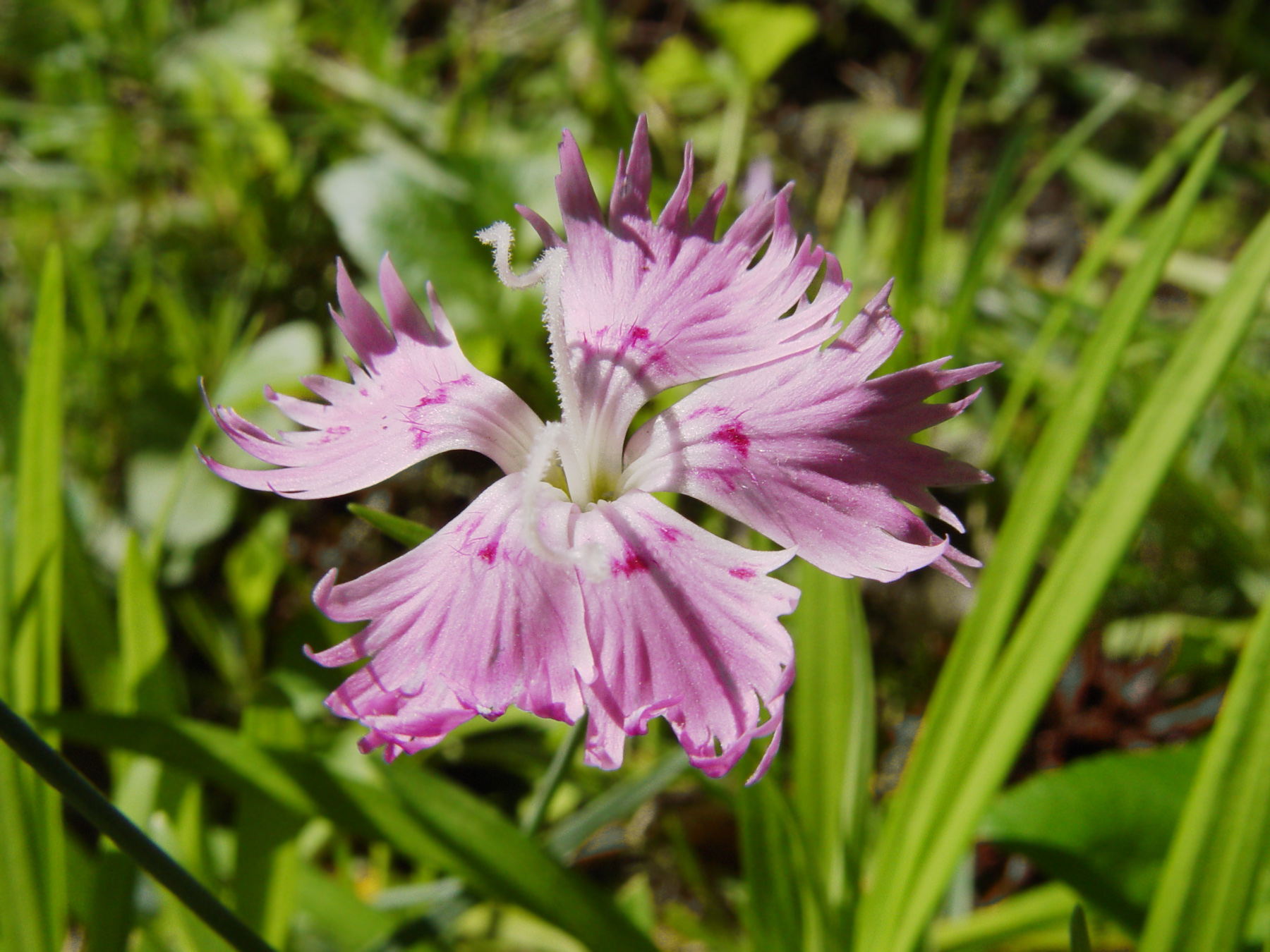
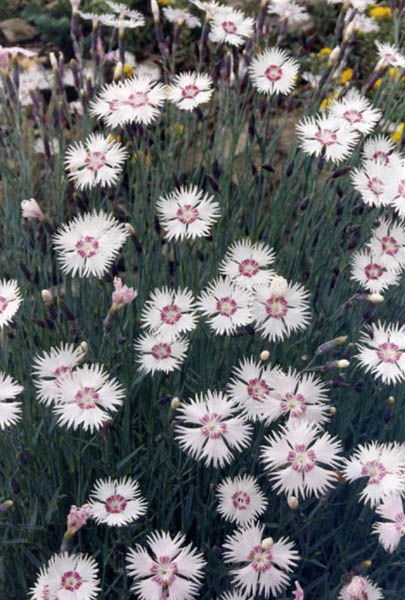
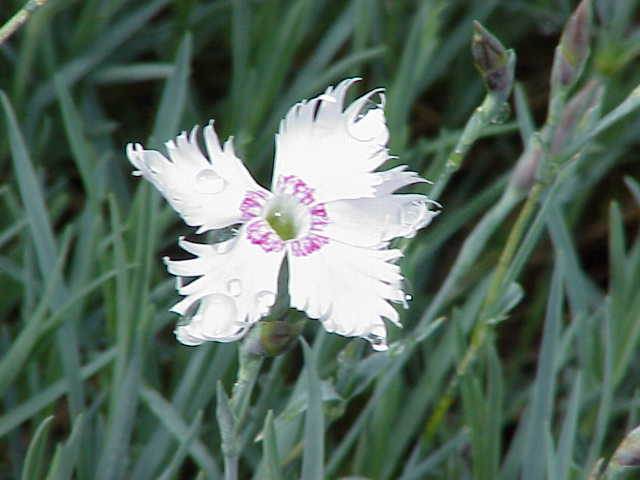
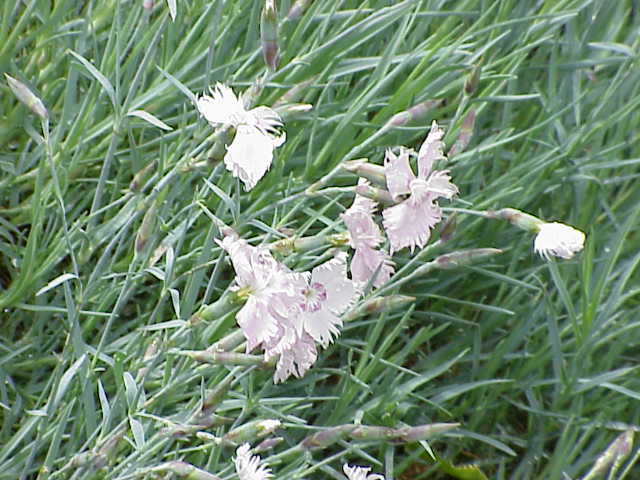
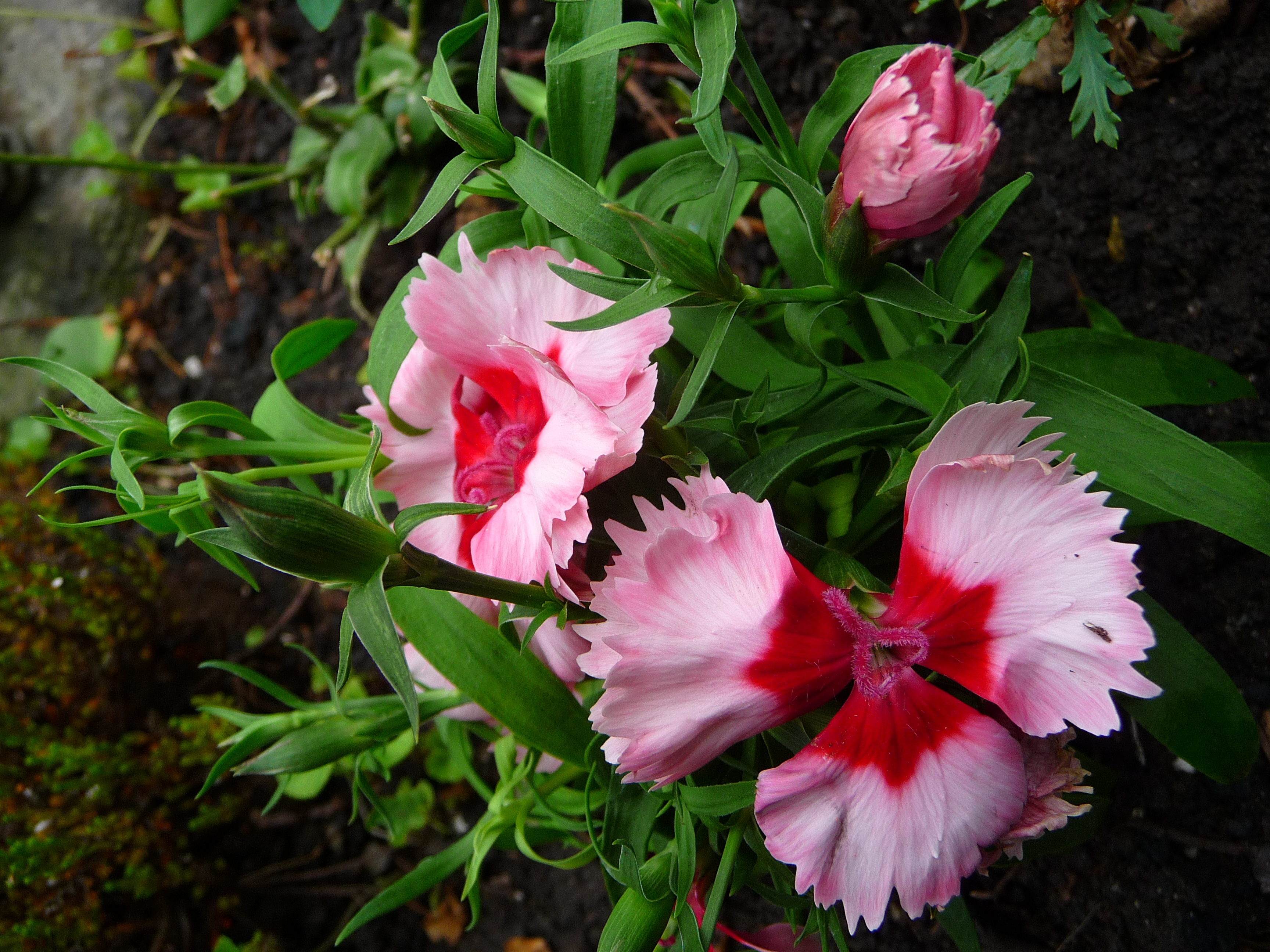
Förädlad variant